# Indice macrophytes
L’Indice Biologique Macrophytique en Rivière (IBMR) et l'Indice Biologique Macrophytique en Lacs (IBML) sont des indices biologiques utilisés en complément des analyses chimiques et hydromorphologiques pour diagnostiquer l'état écologique des milieux aquatiques. Ils ont été développés pour répondre aux exigences de la directive cadre européenne sur l'eau (DCE), elle-même promulguée en 2000.
L'IBMR a été proposé en 2006 en tant que nouvelle métrique pour déterminer le niveau trophique et la pollution organique des cours d'eau. Un protocole et un indice IBML ont été proposés en 2013.

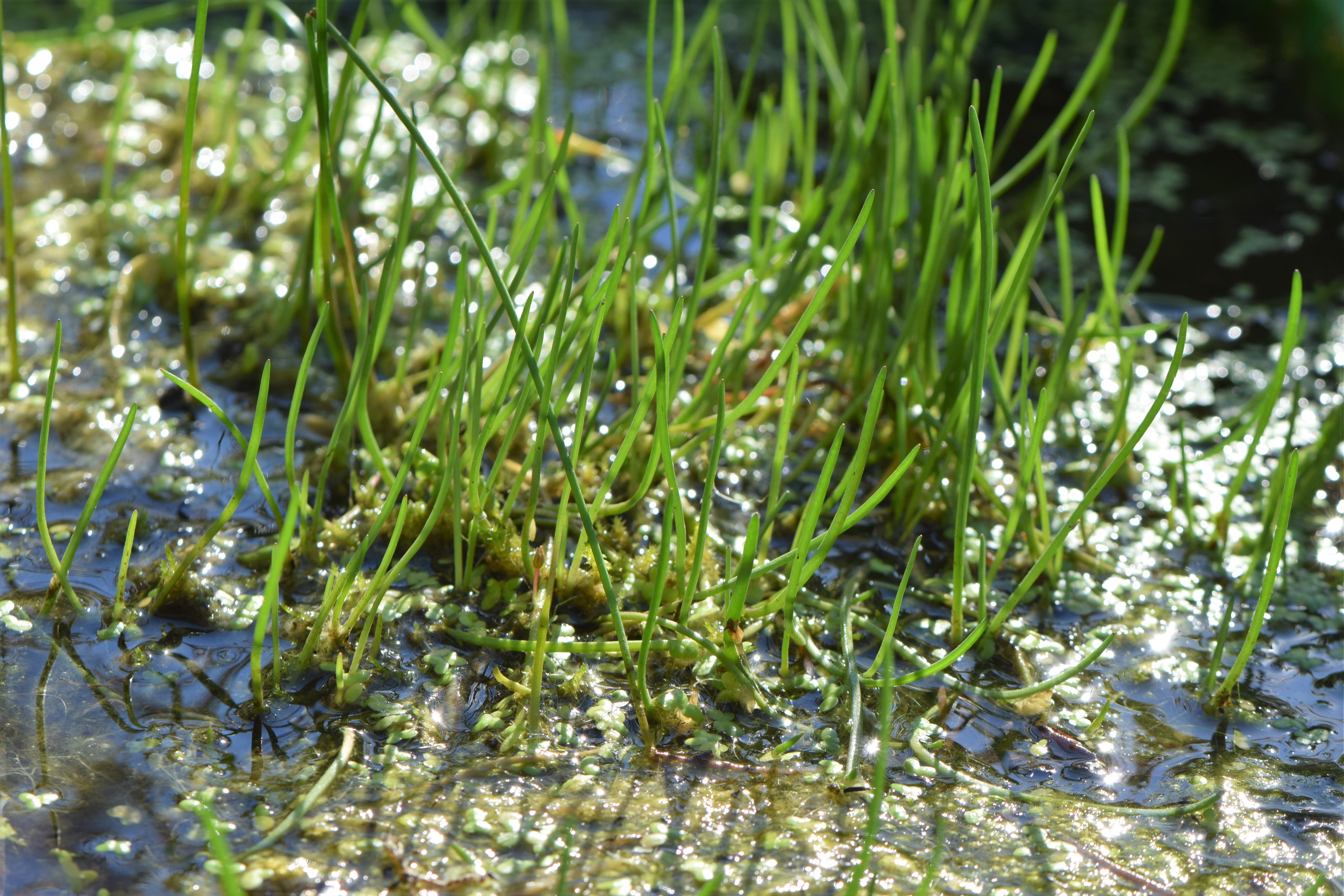
Littorella uniflora - Une des espèces de "référence" de l'IBML

## Méthodes de calcul

### IBMR
L'IBMR est initialement applicable dans les petits cours d'eau prospectables à pied (profondeur < 1.20 m) mais un protocole détaillé est également prévu pour les grands cours d'eau. La prospection doit être réalisée en période de développement de la végétation et en dehors de tout épisode hydrologique entraînant une perturbation ou un stress pour la végétation afin de permettre une transparence suffisante pour une bonne observation .
Sur la base d'une mesure de l'abondance de certains macrophytes, et sur le principe de l’écart à la référence, l’IBMR traduit essentiellement le degré de trophie lié à des teneurs en ammonium et orthophosphates, ainsi qu’aux pollutions organiques les plus flagrantes.
Indépendamment du degré trophique que présente le cours d’eau, la note obtenue par le calcul de l’IBMR peut varier également selon certaines caractéristiques physiques du milieu comme l’intensité de l’éclairement et des écoulements.
{\displaystyle IBMRstation=\left({\frac {\sum _{i=1}^{N}(CS_{i}\times K_{i}\times E_{i})}{\sum _{i=1}^{N}(K_{i}\times E_{i})}}\right)}
- n = nombre d’espèces contributives
- i = espèce contributive
- CSi = cote spécifique (de 0 à 20)
- Ki = coefficient d’abondance (de 1 à 5).
- Ei = valence de sténo-euryécie (entre 1 espèce très euryèce, et 3 espèces sténoèce)

Cet indice est particulièrement opérationnel pour le suivi des masses d'eau, dont le bon état n’est pas atteint en raison d’un niveau trophique trop élevé (eutrophisation), et qui ne répondent pas aux critères de surveillance. L'IBMR est compris entre 0 et 20, où 0 est une très mauvaise qualité et 20 une très bonne qualité.

### IBML
L’Indice Biologique Macrophytique en Lac (IBML) est applicable à tous les plans d’eau dont l’amplitude du marnage est inférieure ou égale à 2 m. Il est constitué d'une métrique (Note de Trophie) rendant compte à la fois de l’abondance et de la composition des communautés de macrophytes aquatiques. Il est sensible à la dégradation générale de la qualité de l’eau et des milieux aquatiques (pollution organique et eutrophisation).{\displaystyle IBML=(Noterive+Noteprofil)/2}où Note rive et note profil sont définies telles que :
{\displaystyle Noterive=\sum _{k=1}^{4}({\overline {note_{k}}}\times PourcentageType_{k})}{\displaystyle Noteprofil=\sum _{k=1}^{4}({\overline {note_{k}}}\times PourcentageType_{k})}
- Notek: Moyenne des noteObs sur le type k (rive ou profil)
- PourcentageTypek : pourcentage de type k (rive ou profil) sur l'ensemble du périmètre du plan d'eau

{\displaystyle NoteObs_{k}(riveouprofil)=\left({\frac {\sum _{i=1}^{N}(CS_{i}\times Ab_{i}\times E_{i})}{\sum _{i=1}^{N}(Ab_{i}\times E_{i})}}\right)}
- Abi : abondance relative du taxon (pour le relevé de zone littorale l'abondance relative correspond à l'abondance)
- CSi : cote spécifique du taxon i
- Ei : coefficient de sténoécie du taxon i
- n : nombre de taxons

## Normalisation des indices macrophytes
Les protocoles d’acquisition de données (relevés sur le terrain et détermination des échantillons) a fait l’objet de travaux de normalisation afin d’harmoniser les pratiques de l’ensemble des opérateurs chargés des suivis de surveillance (références : normes NF T90-395 pour les cours d’eau et XP T90-328 pour les lacs). Plusieurs normes européennes ont également été publiées par le CEN - Comité européen de normalisation pour encadrer ces méthodes.
Plusieurs équipes de recherche travaillent sur ces problématiques en France, en lien avec leurs homologues européens. Les chercheurs français actifs sur ces sujets se sont regroupés dès 1992 au sein du Groupement d’intérêt scientifique Macrophytes des eaux continentales. A Bordeaux, une équipe scientifique d'Irstea s'est spécialisée dans le développement d'outils contribuant à définir l’état de référence des milieux aquatiques et leur bon état écologique.

### Outils et bases de données
- Naïades : Portail de diffusion des données d'observation sur la qualité des eaux de surface continentales
- Qualité rivières (agences de l'eau)
- SEEE : Système d'évaluation de l'état des eaux